# فورست موزس
فورست موزس (بالإنجليزية: Forrest Moses)‏ هو رسام أمريكي، ولد في 1934.